# Mehdi Ghayedi
Mehdi Ghayedi (persisch مهدی قایدی; * 5. Dezember 1998 in Buschehr) ist ein iranischer Fußballspieler.

## Karriere

### Verein
Aus der U19 des Iranjavan FC kommend, wechselte er im Sommer fest in den Kader der ersten Mannschaft. Nach einer Saison in der zweiten Liga machte er dann zur Spielzeit 2017/18 den Wechsel in die erste Liga und schloss sich dem Esteghlal FC an. Gleich in seiner ersten Saison hier gewann er mit seinem Team den Pokal. Jedoch schloss er mit der Mannschaft in der Liga in seiner Zeit hier nie besser als Platz zwei ab.
Im August 2021 wechselte er dann erstmals ins Ausland und unterschrieb nun für eine Ablöse bei al-Ahli in den VAE. Nach einer weiteren Spielzeit hier wurde er aber erst einmal für den Verlauf der Folgesaison zurück zu Esteghlal verliehen, wo er noch einmal 12 Tore für die Mannschaft erzielte und damit seine persönliche Bestmarke von zehn Treffern aus seiner letzten Saison überbot. Seit der Saison 2023/24 steht er mittlerweile bei al-Ittihad Kalba unter Vertrag.

### Nationalmannschaft
Sein erstes bekanntes Spiel im Trikot der iranischen A-Nationalmannschaft war ein 2:1-Freundschaftsspielsieg über Usbekistan am 18. Oktober 2020. Nach einem weiteren Freundschaftsspiel folgten für ihn im nächsten Jahr dann weitere Partien in der Qualifikation für die Weltmeisterschaft 2022.
Beim WM-Turnier selbst war er aber nicht dabei und seine nächsten Einsätze folgten so auch erst im Juni 2023. Hier kam er in einem Gruppenspiel sowie dem Finale der Zentralasienmeisterschaft 2023 zum Einsatz, wo seine Mannschaft erstmals den Titel gewann. Im nächsten Jahr folgte dann eine Nominierung für den Kader bei der Asienmeisterschaft 2024, wo er nach zwei Vorbereitungsspielen auch bei allen Spielen der Gruppenphase sowie dem Achtelfinale zum Einsatz kam. Bis zum Stand des 2. Februar 2024, musste er mit seiner Mannschaft, soweit er eingesetzt wurde, bislang nie eine Niederlage hinnehmen.